# Technion

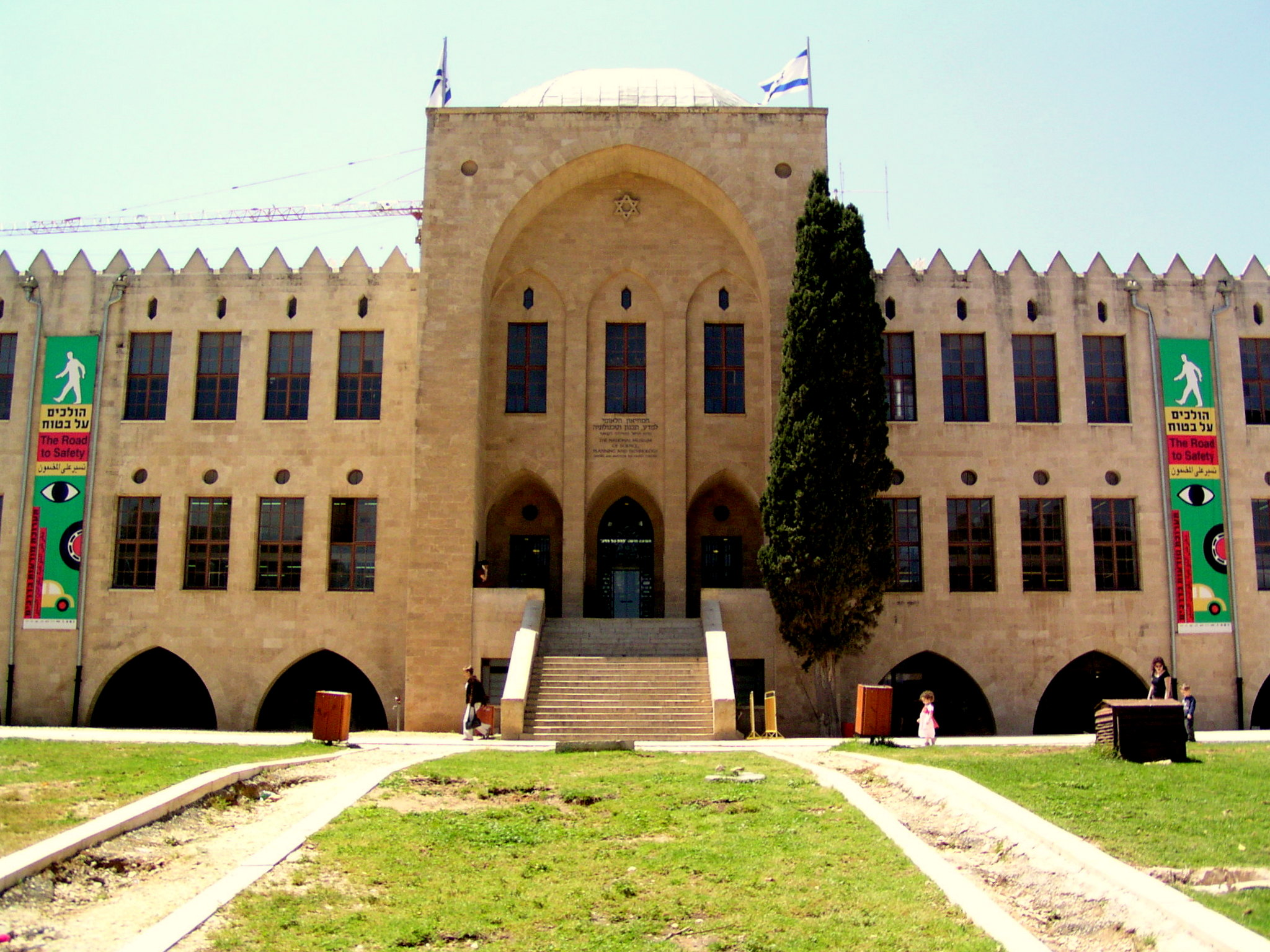
Technionul, sediul iniţial, construit în anii 1912-1924, în prezent Muzeul Naţional al Ştiinţei, Tehnicii şi Spaţiului

Technion - Institutul Politehnic din Haifa sau Institutul Tehnologic Israelian, prescurtat Technion (în ebraică טכניון), este o universitate politehnică israeliană din orașul Haifa. Piatra de temelie i-a fost pusă încă în vreme dominației otomane, în 1912. După ce s-a terminat războiul limbilor cu victoria limbii ebraice, Technionul a fost inaugurat la 9 februarie 1925 și este cea mai veche instituție universitară din Israel.
Numele ebraizat Technion, în versiunea inițială תכניון, a fost dat institutului tehnic, la propunerea  poetului Haim Nahman Bialik pe baza unei presupuse înrudiri dintre cuvântul de origine grecească "techne" și cuvântul ebraic תכן. În 1946, însă, s-a optat pentru ortografierea טכניון, care corespunde transcripției în ebraică a cuvântului „tehnic” din alte limbi.
Albert Einstein a vizitat clădirea în construcție în anul 1923 și a acceptat să fie primul președinte a comitetului de conducere.
Campusul principal al Technionului se află în cartierul Neve Shaanan. 
Technionul cuprinde 18 facultăți și unități academice. Printre profesorii care au predat la Technion au fost și laureați ai Premiului Nobel.
Din anul 2009 președintele Technionului este prof. Peretz Lavi.
La Technion învață peste 12,000 studenți: 12,832 în anul școlar 2010-2011, din care 8,982 pentru titlul întâi,2,895 pentru titlul de master și 934 pentru doctorat. 

## Istorie
În anul 1901 a luat ființă la Berlin, din inițiativa unor evrei germani în frunte cu dr. Paul Nathan, Societatea „Esra” (Ezra), care și-a stabilit două obiective: de a ajuta comunitățile evreiești din estul Europei și de a promova cultura germană în rândurile evreilor din afara Germaniei.  
În lunile septembrie-decembrie 1907  Paul Nathan a vizitat Palestina, aflată în acele timpuri sub administrație otomană, pentru a inspecta școlile înființate acolo de societatea de sub conducerea sa. În timpul acestei vizite i-a venit ideea de a întemeia în Palestina o instituție de învățământ superior de tip politehnic, care să încununeze eforturile educaționale ale societății Esra.
Inițiativa s-a încadrat în atmosfera de schimbări petrecute în acei ani în regiune. Guvernul otoman, aflat din anul 1908 sub conducerea Junilor Turci,a inițiat un număr de mari proiecte și avea nevoie de un personal tehnic calificat. Pe tot cuprinsul Imperiului nu exista  nici un institut politehnic și statul era de aceea nevoit să aducă specialiști din străinătate.
Paul Nathan spera că evrei absolvenți ai noului institut politehnic vor putea fi încadrați în noile proiecte  tehnologice și că aceasta va contribui la ameliorarea vieții evreilor din Palestina, iar pe de altă parte va aduce și un serviciu  economiei și științei germane, prin importul de materiale de construcție și de knowhow în domeniul ingineriei. Noua politehnică urma sa fie deschisă în fața unora dintre evrei, cărora, din motive de discriminare etnică, nu li se permitea accesul la școlile politehnice din estul Europei. De asemenea Politehnica reprezenta un nou factor destinat să întărească motivația evreilor de a se stabili în Palestina, vatra lor istorică.
Nathan prevăzuse că limba de predare în noua instituție va fi germana, și că toate manualele vor fi scrise în această limbă iar echipamentul școlar va proveni și el din Germania. 
În anul 1908 el a adresat lui David Vîsoțki (Wissotzki) , fiul magnatului ceaiului din Rusia, Zeev Kalonymus Vîsoțki, o cerere de ajutor financiar. Vîsoțki a promis o suma de 100 000 ruble pentru fondarea institutului și o sumă ulterioară similară peste cinci ani. Ahad Ha'am, unul din ideologii de frunte ai sionismului, care era prieten si angajat al lui Kalonymus Vîsoțki a participat la negocieri și a reușit să includă în acord un paragraf care asigura menținerea destinației evreiești a viitoarei instituții.
Acordul dintre Visoțki și societatea Esra pentru înființarea unei școli superioare tehnice în Palestina s-a semnat la 29 martie 1908 la Berlin.

## Personalități

### Laureați ai Premiului Nobel
- 2004 Avram Hershko, chimie
- 2004 Aaron Ciechanover, chimie
- 2011 Dan Shechtman, chimie
- 2013 Arieh Warshel, chimie

### Cadre didactice
- Moshe Arens, professor de aeronautică în anii 1957 to 1962.
- Eli Biham,  cryptanalyst  și cryptograf
- Avram Hershko and Aaron Ciechanover,  descoperitori ai degradării proteinelor sub influența ubiquitinei
- Avraham Lempel and Yaakov Ziv, autorii algoritmului  de compresiune Lempel-Ziv (LZW)
- Liviu Librescu,
- Marcelle Machluf , ingineră în bioenergetică și alimentație
- Shlomo Moran, informatician
- Asher Peres, co-descoperitor al teleportării cuantice, premiat în anul 2004 cu Premiul Rothschild pentru fizică
- Anat Rafaeli, cercetătoare a comportamentului organizațional
- Nathan Rosen, fizician, co-autor împreună cu Albert Einstein și Boris Podolsky al articolului  despre Paradoxul EPR din mecanica cuantică
- Rachel Shalon, prima femeie inginer din Israel
- Shlomo Shamai, teoretician al informaticii
- Dan Shechtman, cel dintâi observator al cvasicristalelor
- Shmuel Zaks, informatician și matematician
- Mario Livio, astrofizician  și autor de literatură de popularizare a științei

### Absolvenți
Absolvenții Technionului constituie peste 70 % dintre fondatorii și administratorii de afaceri in domeniul high tech în Israel.80 % din companiile israeliene înregistrate la NASDAQ au fost fondate sau/și conduse de absolvenți ai Technionului, iar 74% din managerii din industria electronică israeliană au terminat titluri academice la Technion.
- Shai Agassi– antreprenor, fost membru al consiliului executiv al firmei SAP AG și fondator al companiei Better Place, pionier al industriei automobilelor electrice
- Shaul Amarel – pionier al inteligenței artificiale
- Ron Arad (n. 1958) – pilot israelian, dispărut în captivitate libano-iraniană din 1986
- Itzhak Bentov – inventator și autor
- Andrei Broder  – arhitect,  vicepreședinte al Yahoo, fost vicepreședinte al AltaVista, implicat în dezvoltarea aplicației captcha
- Yona Friedman (n. 1923) – architect
- Andi Gutmans – implicat in  PHP and co-fondator al companiei Zend Technologies
- Hossam Haick – inginer și om de știință
- Ram Karmi (n. 1931) – arhitect
- Guillermo Sapiro – contributor to Adobe software, inclusiv Photoshop and After Effects. unul din cei care au dezvoltat inițial LOCO-I Lossless Image Compression Algorithm folosit la formatul fișierului de imagini Mars Rovers' ICER
- Yossi Vardi – fondator și susținător a 60 companii de high tech în numeroase domenii inclusiv software, energie, Internet, telefonie celulară , electro-optică and tehnologia apei.
- Arieh Warshel – chimist cunoscut pentru dezvoltarea de modele multiscală pentru sisteme chimice complexe  chemical
- Yehuda și Zohar Zisapel – cofondatori ai grupului RAD Group, "părinți" ai industriei high tech din Israel

## Onoruri
- 2012 În cinstea aniversării a 100 ani de la întemeierea clădirii Technionului, poșta israeliană a emis un timbru omagial